# Pachylaena
Pachylaena là một chi thực vật có hoa trong họ Cúc (Asteraceae).

## Loài
Chi Pachylaena gồm các loài: